# Bolesław Rudnicki
Bolesław Rudnicki (ur. 15 czerwca 1884 w majątku Drewinie, zm. 12 lipca 1920 w walce pod Frydrychówką) – porucznik kawalerii Wojska Polskiego, uczestnik I wojny światowej, wojny polsko-ukraińskiej i wojny polsko-bolszewickiej, działacz niepodległościowy, kawaler Orderu Virtuti Militari.

## Życiorys
Urodził się 15 czerwca 1884 w majątku Drewinie, w ówczesnym powiecie włodzimierskim guberni wołyńskiej, w rodzinie Wacława i Jadwigi z Cieszkowskich. Absolwent wydziału prawa Uniwersytetu w Odessie i Elizawietgradzkiej oficerskiej szkoły kawalerii. Od listopada 1916 jako żołnierz 1 pułku ułanów w I Korpusie Polskim w Rosji. Brał udział w walkach pod Krechowcami i Bobrujskiem. Od listopada 1918 w odrodzonym Wojsku Polskim w szeregach 1 pułku ułanów krechowieckich z którym walczył na froncie wojny polsko-ukraińskiej i wojny polsko-bolszewickiej.  
Szczególnie odznaczył się „8 lipca 1920 w obronie Płoskirowa, swoją zdecydowaną postawą wpływając na uspokojenie cofających się oddziałów polskich. 12 lipca pod Frydrychówką na czele szwadronu osłonił baterię 12 pułku artylerii polowej przed nagłym atakiem nieprzyjaciela. Zginął podczas kontrataku, ugodzony w gardło kulą typu dum-dum”. 20 lipca 1920 został pochowany na cmentarzu Powązkowskim w Warszawie.
27 sierpnia 1920 został pośmiertnie zatwierdzony z dniem 1 kwietnia 1920 w stopniu rotmistrza, w kawalerii, w grupie oficerów byłych Korpusów Wschodnich i byłej armii rosyjskiej. W 1921 za postawę w boju odznaczony pośmiertnie Orderem Virtuti Militari. 
Był żonaty z Zofią, dzieci nie miał. Drugim mężem Zofii był Bohdan Wieczorkiewicz (1897–1949), major 11 pułku ułanów.

## Ordery i odznaczenia
- Krzyż Srebrny Orderu Wojskowego Virtuti Militari nr 3820[2][7][1] – pośmiertnie, 1921[6]
- Krzyż Niepodległości – pośmiertnie 17 marca 1932 „za pracę w dziele odzyskania niepodległości”[8][9][10]
- Krzyż Walecznych[11]
- Amarantowa wstążka[3]
- francuski Krzyż Wojenny[3]